# Круглоголовка закаспійська
Круглоголовка закаспійська (Phrynocephalus raddei) — вид ящірок родини агамових (Scincidae). Один із 37 видів роду. Поширений у Західній і Центральній Азії. Мешканець глинястих і кам'янистих пустель. Описано 2 підвиди.
Інша назва «круглоголовка Радде».

## Етимологія
Вид названо на честь німецького натураліста Густава Радде.

## Опис
Загальна довжина сягає 12 см. Верхня поверхня морди спускається майже прямісінько до верхньої губи, тому при розгляді зверху ніздрів не видно. На верхній поверхні шиї немає поперечної складки шкіри. Луска хребта дещо розширена, гладенька, без реберець, задні краї окремих лусок можуть бути трохи підняті. Грудна луска гладенька. Верхньохвостова луска гладенька або зі слабко вираженими реберцями, рідкіснішими у задній третині. Знизу четвертого пальця задньої лапи є один поздовжній рядок підпальцевих пластинок, що несуть на собі по 3—4 невисоких поздовжніх реберця; прилеглі до п'ятого пальця пластинок, мають шипувату луску, яка утворює гребінець. Такий же гребінець розвинений і на третьому пальці задньої лапи. 
Спина має сіруватий або жовтувато-сірий колір з 3—5 парами в тій чи іншій ступені виражених темних поперечних смуг. В області лопаток на хребті по 1 рожевій, рожево-червоній або темно-червоній напівмісячній плямі, яка облямована знизу короткою блакитною смужкою. Хвіст зверху у темних поперечних смугах, які розпадаються іноді на окремі плями, нижня його сторона з 4-5 темними смугами, кінець хвоста темний. Знизу хвіст блакитний.

## Поширення
Мешкає в Східному Ірані, Південному й Східному Туркменістані, Південному Узбекистані, Південно-Західному Таджикистані, а також на півночі Афганістану.

## Спосіб життя
Полюбляє такироподібні ґрунти, порослі полином, солянками і рідкісним чагарником, лесові і лесово-піщані ґрунти, іноді з домішкою щебеню й гальки. Ховається у власних норах (20—27 см завдовжки і 10—15 см у глибину), які вони риють у відносно м'якому ґрунті. Тут закаспійська круглоголовка тримається у спеку, нічний час, а також зимує. Переслідувані круглоголовки ховаються під кущами полину та інших рослин, притискаються до землі і стають непомітними завдяки схожим із ґрунтом забарвленням спини. Навесні і восени активна лише в середині дня, коли ґрунт досить добре прогрівається. Влітку, в більш спекотні дні, активна тільки у ранкові та вечірні години. Навесні при сприятливій погоді з'являється із зимівель з середини лютого. Харчується комахами, зокрема мурахами, дрібними жуками, термітами, сарановими, клопами.
Це яйцекладна ящірка. У першій половині квітня самки починають відкладати яйця. У кладці 2—6 яєць. У другій кладці їх більше, ніж у першій. Молоді ящірки з'являються наприкінці травня — напочатку червня. Вилуплення з яєць другої кладки відбувається у липні. Розміри тулуба новонароджених — 2,4—2,9 см, довжина хвоста — 2,8—3,8 см.  

## Систематика
Один із 37 видів роду круглоголовок (Phrynocephalus).
Станом на 2024 рік описано 2 підвиди:
- Phrynocephahis raddei raddei;
- Phrynocephahis raddei boettgeri.